# Hypocepon
Hypocepon är ett släkte av kräftdjur. Hypocepon ingår i familjen Bopyridae.
Kladogram enligt Catalogue of Life:
| Hypocepon | \| \| Hypocepon enoeensis \| \| \| \| \| \| Hypocepon globosus \| \| \| \| |
|           | \| \| Hypocepon enoeensis \| \| \| \| \| \| Hypocepon globosus \| \| \| \| |
|           | Hypocepon enoeensis                                                        |
|           |                                                                            |
|           | Hypocepon globosus                                                         |
|           |                                                                            |